# Marija Bistrica
Marija Bistrica (maďarsky Máriabeszterce) je vesnice a správní středisko stejnojmenné opčiny v Chorvatsku v Krapinsko-zagorské župě. Nachází se asi 10 km jihovýchodně od Zlataru a asi 31 km jihovýchodně od Krapiny. V roce 2011 žilo v Mariji Bistrici 1 071 obyvatel, v celé opčině pak 5 976 obyvatel.

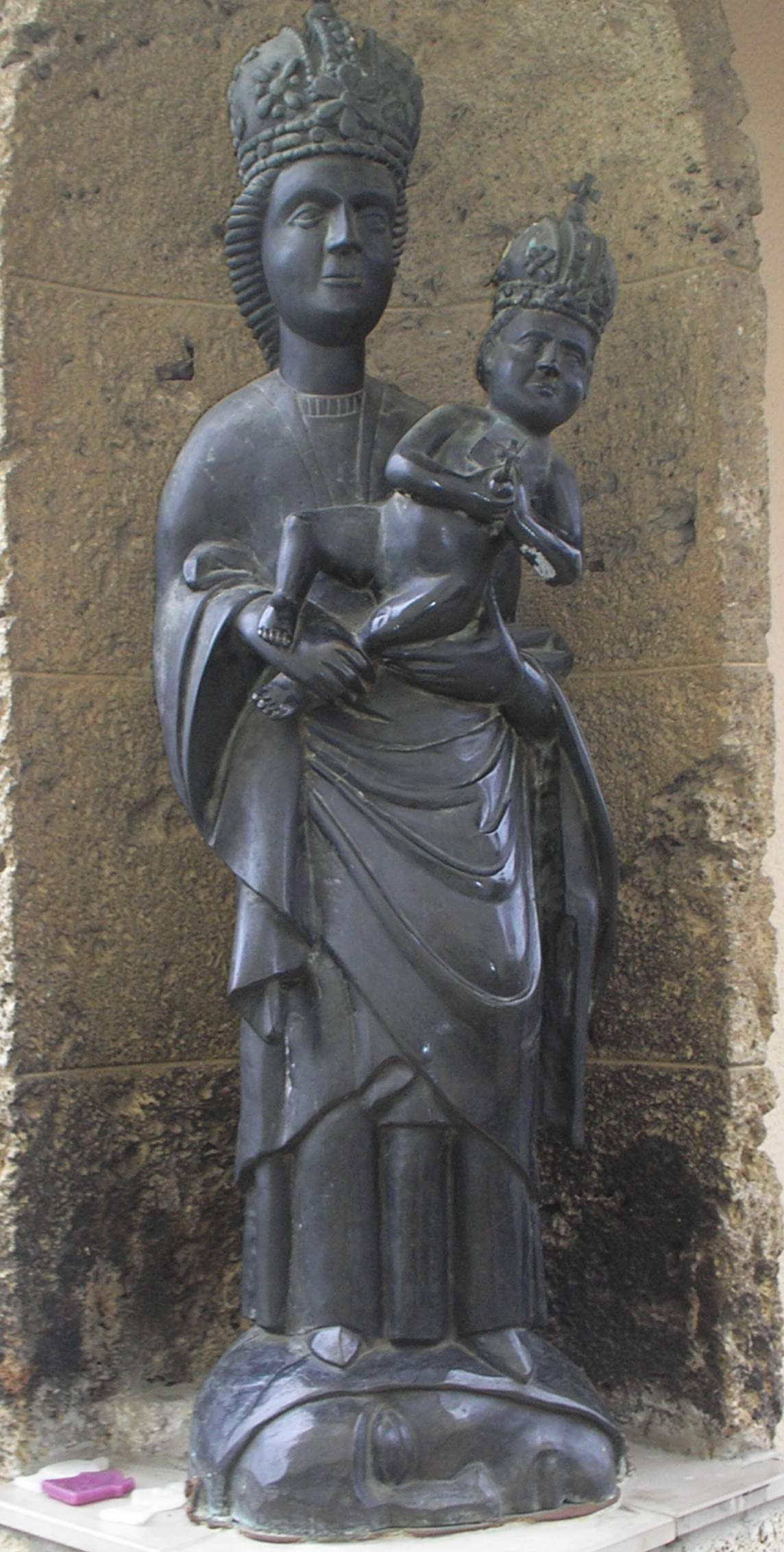
Černá socha Panny Marie v Mariji Bistrici

Do teritoriální reorganizace v roce 2010 byla Marija Bistrica součástí opčiny města Donja Stubica.
Marija Bistrica je jedním z největších mariánských poutních míst v Chorvatsku. Je známá díky bazilice Matky Boží Bistrické, černé soše Panny Marie, kostel Aloysia Stepinace zahrnující rozsáhlý venkovní prostor s lavičkami, křížová cesta a karmelitánský klášter. Uprostřed vesnice se nachází též náměstí papeže Jana Pavla II.
Součástí opčiny je celkem jedenáct trvale obydlených vesnic.
- Globočec – 525 obyvatel
- Hum Bistrički – 441 obyvatel
- Laz Bistrički – 788 obyvatel
- Laz Stubički – 267 obyvatel
- Marija Bistrica – 1 071 obyvatel
- Podgorje Bistričko – 904 obyvatel
- Podgrađe – 321 obyvatel
- Poljanica Bistrička – 347 obyvatel
- Selnica – 653 obyvatel
- Sušobreg Bistrički – 81 obyvatel
- Tugonica – 578 obyvatel

Opčinou procházejí státní silnice D24 a D307 a župní silnice Ž1006, Ž2202, Ž2204, Ž2221, Ž2224 a Ž2227. V budoucnosti zde bude procházet rychlostní silnice D14. Opčinou protéká řeka Krapina, do níž se zde vlévá potok Bistrica.